# Lucie Petit
Lucie Georgette Petit, ook Lucie Petit-Diagre (Parijs, 24 juli 1901 - Dilbeek, 24 december 2001) was een Frans-Belgische atlete, die gespecialiseerd was in het discuswerpen en kogelstoten. Zij nam eenmaal deel aan de Olympische Spelen.

## Biografie
Lucie Petit werd in 1923 voor het eerst Frans kampioene in het tweehandig kogelstoten. In 1924 verbeterde ze op de Franse kampioenschappen met een worp van 27,70 m het wereldrecord discuswerpen. Ze behaalde nog verschillende medailles, zelfs in het hoogspringen. In 1927 werd ze voor de derde keer Frans kampioene, ditmaal in het kogelstoten.
In 1927 verwierf ze door haar huwelijk de Belgische nationaliteit. Het jaar nadien verbeterde ze tijdens de interland België-Frankrijk met een worp van 9,47 m het Belgisch record kogelstoten. Ze behaalde dat jaar de Belgische titels in het discuswerpen, het kogelstoten en de 80 m horden. Ook nam ze deel aan de Olympische Spelen in Amsterdam, waar ze twintigste werd in de kwalificaties van het discuswerpen en zich niet kon plaatsen voor de finale. Tussen 1929 en 1937 werd ze nog viermaal Belgisch kampioene in het kogelstoten.

### Clubs
Petit was aangesloten bij Alsacienne Lorraine Paris en Club Athlétique Féminin Schaarbeek.

### Franse kampioenschappen
| Onderdeel              | Jaar |
| ---------------------- | ---- |
| discuswerpen           | 1924 |
| tweehandig kogelstoten | 1923 |
| kogelstoten            | 1927 |

### Belgische kampioenschappen
| Onderdeel    | Jaar                         |
| ------------ | ---------------------------- |
| 80 m horden  | 1928                         |
| discuswerpen | 1928                         |
| kogelstoten  | 1928, 1929, 1930, 1934, 1937 |

## Persoonlijke records
| Onderdeel    | Prestatie | Datum            | Plaats     |
| ------------ | --------- | ---------------- | ---------- |
| discuswerpen | 32,73 m   | 2 september 1928 | Brussel    |
| kogelstoten  | 10,095 m  | 12 juli 1931     | Schaarbeek |

## Palmares

### discuswerpen
- 1924:  Franse kamp.– 27,70 m (WR)
- 1925:  Franse kamp. – 25,54 m
- 1926:  Franse kamp. – 25,955 m
- 1927:  Franse kamp. – 27,43 m
- 1928:  BK AC – 27,95 m
- 1928: 20e OS in Amsterdam – 25,28 m
- 1929:  BK AC – 27,80 m
- 1934:  BK AC – 26,91 m
- 1936:  BK AC – 24,28 m
- 1937:  BK AC – 25,40 m

### tweehandig kogelstoten
- 1923:  Franse kamp. – 14,98 m (7,63 m + 7,35 m)
- 1924:  Franse kamp. – 16,31 m (8,78 m + 7,53 m)
- 1925:  Franse kamp. – 17,145 m (9,945 m + 8,20 m)
- 1926:  Franse kamp. – 16,825 m (9,13 m + 7,695 m)

### kogelstoten
- 1926:  Franse kamp. – 7,92 m
- 1927:  Franse kamp. – 9,80 m
- 1928:  BK AC – 8,88 m
- 1929:  BK AC – 9,02 m
- 1930:  BK AC – 8,97 m
- 1931:  BK AC – 10,025 m
- 1934:  BK AC – 8,93 m
- 1937:  BK AC – 7,28 m

### hoogspringen
- 1924:  Franse kamp – 1,40 m
- 1937:  BK AC – 1,25 m

### 80 m horden
- 1928:  BK AC – 14,0 s
- 1930:  BK AC
- 1931:  BK AC